# Заслуженный работник связи СССР
Заслуженный работник связи СССР — почётное звание Союза Советских Социалистических Республик, присваивалось за особые заслуги высококвалифицированным работникам связи и средств массовой коммуникации, за выдающиеся достижения и высокое мастерство в профессиональной деятельности. Утверждено 8 февраля 1989 года. Лицам, удостоенным звания, вручалась грамота Президиума Верховного Совета СССР и нагрудный знак.

## История
Почётное звание было предложено Президиумом Верховного Совета СССР 22 августа 1988 года и в тот же день установлено. 8 февраля 1989 года, одним указом вместе с некоторыми другими званиями («Заслуженный работник промышленности СССР», «Заслуженный строитель СССР», и пр.), положение о звании «Заслуженный работник связи СССР» было утверждено Президиумом Верховного Совета СССР
Звание «Заслуженный работник связи СССР» было упразднено в связи с распадом СССР. 30 декабря 1995 года в Российской Федерации было установлено аналогичное почётное звание «Заслуженный работник связи Российской Федерации».

## Основания для присвоения
Звание «Заслуженный работник связи СССР» присваивалось высококвалифицированным работникам предприятий, объединений, учреждений и организаций связи и средств массовой информации, работающим в этой отрасли народного хозяйства не менее 15 лет, за выдающиеся достижения в
- обеспечении высокого качества обслуживания народного хозяйства и населения средствами и услугами связи
- развитии и совершенствовании средств связи, за разработку и внедрение новейшей техники и технологии
- высокоэффективную работу в отрасли связи и средств массовой информации

## Порядок присвоения
Почётное звание «Заслуженный работник связи СССР» присваивалось Президиумом Верховного Совета СССР по представлению Министерства связи СССР, других министерств, государственных комитетов и ведомств СССР, в ведении которых находились предприятия, объединения, учреждения и организации связи, Советов Министров союзных республик. Кандидатура для присвоения данного почётного звания предварительно рассматривалась на собрании трудового коллектива или его совета, о чём делалась запись в наградном листе. Представление вносилось совместно с соответствующим представлением центрального комитета профсоюза или республиканского совета профсоюзов.
Лицам, удостоенным почётного звания «Заслуженный работник связи СССР», вручалась грамота Президиума Верховного Совета СССР и нагрудный знак установленного образца. Нагрудный знак «Заслуженный работник связи СССР» носился на правой стороне груди и при наличии у лиц, удостоенных указанного почётного звания, орденов СССР размещался над ними.

## Известные лица, удостоенные звания
- Пилипенко, Михаил Корнеевич (1924—2009) — советский военачальник, деятель войск связи, генерал-лейтенант, Герой Советского Союза (1943).